# Polinhac (Alts Alps)
Polinhí (en francès Poligny) és un municipi francès situat al departament dels Alts Alps i a la regió de Provença – Alps – Costa Blava.

## Demografia
| 1846                                       | 1962 | 1968 | 1975 | 1982 | 1990 | 1999 | 2006 | 2015 |
| ------------------------------------------ | ---- | ---- | ---- | ---- | ---- | ---- | ---- | ---- |
| 822                                        | 270  | 262  | 232  | 219  | 237  | 230  | 285  | 302  |
| Des de 1962: població sense dobles comptes |      |      |      |      |      |      |      |      |

## Administració
| Període                           | Identitat               | Partit |
| --------------------------------- | ----------------------- | ------ |
| 1989-2014                         | Michel Morel            |        |
| 2014-8 de maig de 2015 (dimissió) | Jean-Claude Arnaud      | sense  |
| 2015-                             | Nicole Ciamous (interí) | sense  |
| juliol de 2015-                   | Eric Berdiel            |        |